# Дільниця V Кроводжа (Краків)

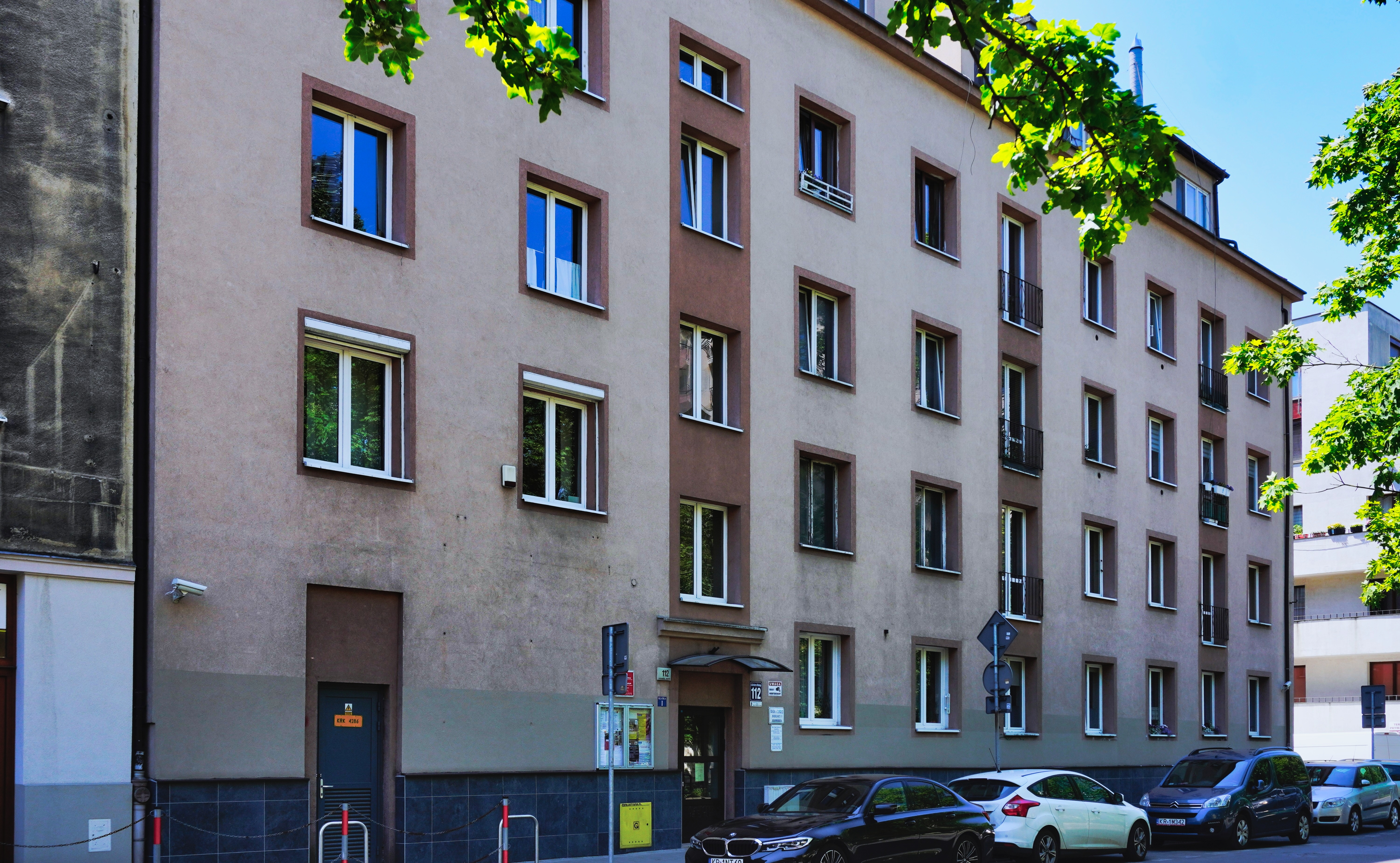
Житловий будинок по вул. Казимира Великого 112

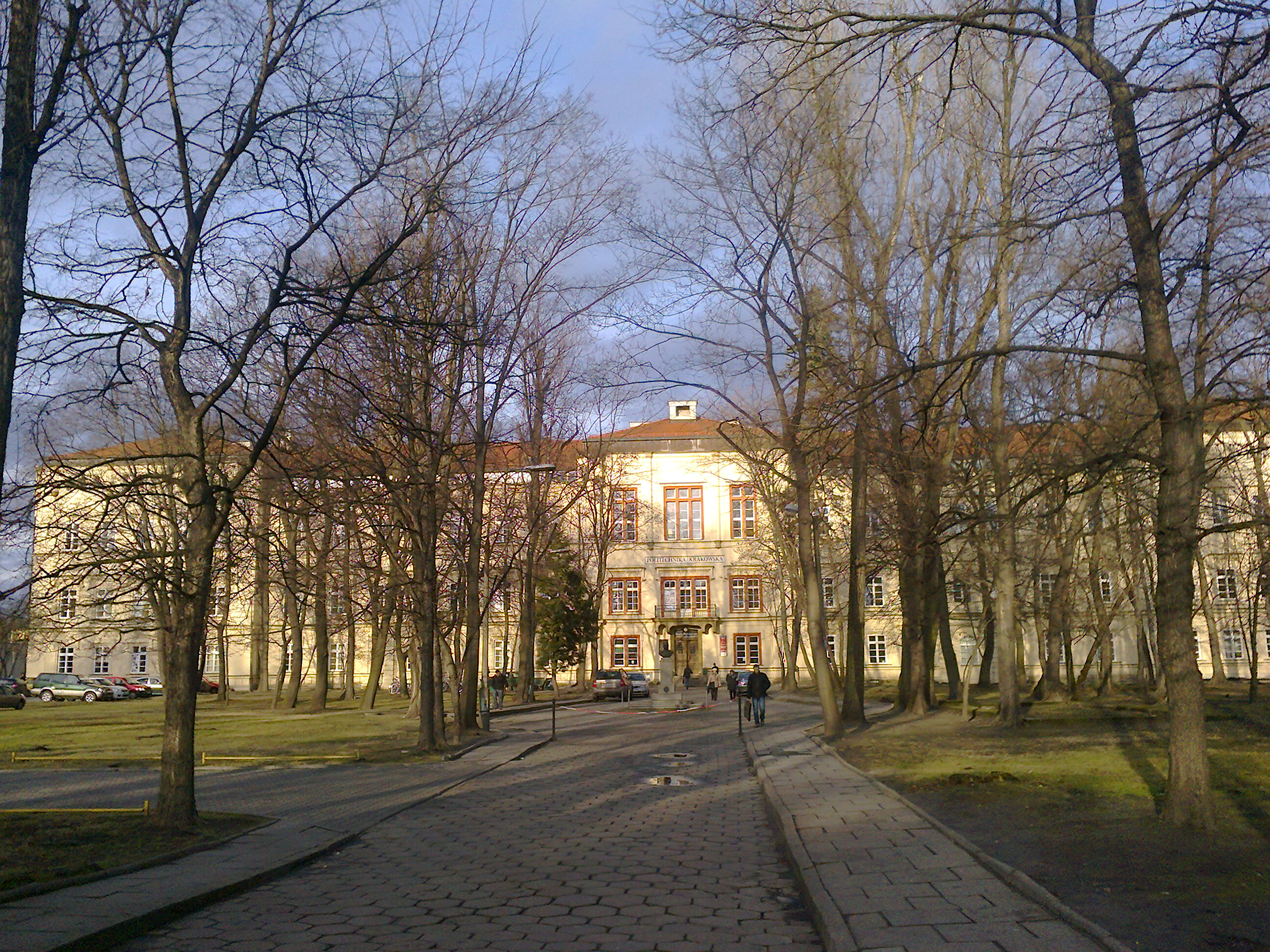
Королівський палац у Лобзові

Дільниця V Кроводжа (пол. Dzielnica V Krowodrza) (до 24 травня 2006 р. 'Дільниця V Лобзув' ) — дільниця (район), допоміжна одиниця муніципальної ґміни Кракова. Назва походить від села Кроводжа, включеного до складу міста в 1910 році. Частина колишньої дільниці Клепаж (1954–1973), потім велика Кроводжа (1973–1990). 

## Резиденція правління
З 10 жовтня 2022 року резиденція ради та правління дільниці розташована за адресою Площа Інвалідів (пол. Plac Inwalidów) 6 (раніше була вул. Казимира Великого (пол. Ulica Kazimierza Wielkiego) 112/2, 30-074 Краків)

## Демографія
Внаслідок прогресуючої субурбанізації кількість жителів Кроводжи систематично зменшується.

## Житлові масиви та звичайні міські одиниці
- Тихий куточок (пол. Cichy Kącik)
- Чорне село (пол. Czarna Wieś)
- Кроводжа (пол. Krowodrza)
- Лобзув (пол. Łobzów)
- Студентське містечко AGH (пол. Miasteczko Studenckie AGH)
- Нове село (пол. Nowa Wieś)

## Межі дільниці
- Межує з дільницею VII на ділянці – від перехрестя Ал. Красінського з Ал. Маршалка Фоха на захід з північного боку Ал. Маршалка Фоха до перехрестя з північною стороною набережної, що йде вздовж Ал. 3 Мая, її північною стороною до перехрестя з вул. Пястовської, далі на північ із західного боку вул. Пястовської до перехрестя з вул. Мидницької, далі на захід з північного боку вул. Мидницької до перетину р. Рудави з продовженням вул. Стрільбище,

- Межує з дільницею VI на ділянці - від перетину р. Рудава з продовженням вул. Стжельниця, вул. Хамерня до вул. Одлевнича, далі на північ зі східного боку вул. Одлевнича до перехрестя з каналізаційним колектором, далі на північ по осі колектора до вул. Армії Крайової, далі на схід по північній стороні вул. Армії Крайової до перехрестя з вул. Пястовської, далі на північ із західного боку вул. Пястовської та західної сторони вул. Гловацького до перетину з залізничною лінією Краків - Катовіце,

- Межує з дільницею IV на ділянці – від перехрестя вул. Гловацького із залізничною лінією Краків – Катовіце на схід, з північного боку об’їзної вантажної залізниці до перетину з залізничною лінією Краків – Варшава в районі вул. Лангевич,

- Межує з дільницею I на ділянці - від перетину кільцевої залізничної вантажної колії з залізничною лінією Краків - Варшава на південь зі східного боку залізничної лінії Краків - Варшава до перетину з вул. Кам’яна, далі зі східної сторони вулиць: вул.Кам’яна, Ал. Словацького, Aл. Міцкевича до перехрестя з вул. 3 травня і маршала Пілсудського.

## Загальна характеристика дільниці

### Освіта
- Гірничо-металургійна Академія (AGH)
- Академія образотворчих мистецтв (факультет консервації та реставрації творів мистецтва)
- Центр китайської мови та культури Ягеллонського університету – Інститут Конфуція
- IX ЗОШ
- Краківський технологічний університет ( факультет архітектури, факультет фізики, математики та інформатики)
- Економічний університет (частина факультету товарознавства)
- Ягеллонський університет ( Інститут Близького та Далекого Сходу, Інститут європейських студій, Інститут слов'янської філології, Інститут психології, Факультет міжнародних і політичних досліджень )
- Педагогічний університет
- Університет сільського господарства (Факультет тваринництва та біології, Університетський центр ветеринарної медицини, Ягеллонський університет, Факультет інженерії навколишнього середовища та геодезії)
- VII загальна школа
- Коледж менеджменту та банківської справи

### Культура
- Ягеллонська бібліотека
- Кінотеатр Мікро
- Культурний клуб Палета
- Кроводерська публічна бібліотека
- Молодіжний громадський центр - Dom Harcerza
- Музей історії фотографії
- Історичний музей міста Краків - Поморська
- Національний музей
- Радіо Краків
- Театр КТО

### Парки
- Королівська Млинувка
- Парк ім. Вінсента де Поля
- Парк імені Йордана
- Клепарський парк
- Краківський парк

### Спорт
- Муніципальний стадіон ім.Генрика Реймана
- Вісла Краків
- WKS Вавель Краків

### Пам'ятки
- Резиденція професорів Ягеллонського університету на площі Інвалідов
- Форт Клепарж
- Костьол Богоматері Лурдської
- Костьол св. Степана
- Олеандри
- Королівський палац у Лобзові
- Пам'ятник страти 20 жовтня 1943 року
- Вілла Моджеювка
- Вілла на вул.Вроцлавській 20
- Вілла на вул.Вроцлавській 22

### Здоров'я
- Медичний центр Фальк
- Лікарня Міністерства внутрішніх справ та адміністрації
- 5. Військовий клінічний госпіталь з поліклінікою

### Інші об'єкти
- Біпростал
- Студентське містечко AGH